# Nomada turneri
Nomada turneri är en biart som beskrevs av Meade-waldo 1913. Nomada turneri ingår i släktet gökbin, och familjen långtungebin. Inga underarter finns listade i Catalogue of Life.